# Ширли-мырли
«Ши́рли-мы́рли» — российская фарсовая кинокомедия, снятая режиссёром Владимиром Меньшовым на киностудии «Мосфильм», и вышедшая на экраны 18 февраля 1995 года. Является одним из образцов российского кино 1990-х годов.
Фильм стал четвёртой режиссёрской работой Владимира Меньшова и первой с 1984 года, когда на экраны вышел его фильм «Любовь и голуби». «Ширли-мырли» также стал третьей значительной ролью Валерия Гаркалина в большом кино после главных ролей в фильме «Катала» и телесериале «Белые одежды». В 1995 году на фестивале «Киношок» в Анапе Гаркалин получил приз за лучшую мужскую роль в этом фильме.
В 1993 году сценарий фильма «Ширли-мырли» был удостоен главного приза на конкурсе сценариев и синопсисов «Надежда» по разряду зрелищного кино.
В год выхода фильма вышла одноимённая книга-киносценарий, которую авторы позиционировали как кинороман-фарс. Она содержит, помимо сценария картины, интервью создателей и актёров. Книга отличается от экранизации финалом.

## Сюжет
В Якутии при разработке алмазной трубки «Бесперспективная» был найден алмаз необычайных размеров, получивший название «Третья годовщина образования СНГ». Величина его такова, что продажа может обеспечить всем жителям России трёхлетний отдых на Канарских островах.
Алмаз самолётом транспортируют в Москву, однако в результате ловкого мошенничества он оказывается в руках мафиози Козюльского. У того, в свою очередь, его похищает вор-рецидивист Василий Кроликов. Афериста ищет государство в лице капитана милиции Пискунова и мафиози Козюльский со своими сообщниками. В историю с алмазом вовлекаются разлучённые в детстве братья-близнецы Василия Кроликова и их жёны: знаменитый дирижёр, имеющий звание народного артиста СССР, Иннокентий Шниперсон, и американка Кэрол Абзац, борец за права цыганского народа Роман Алмазов и Земфира.
В конце концов алмаз оказывается в руках милиции. Жители России, включая трёх братьев-близнецов и их жён, летят на Канарские острова. В самолёте оказывается четвёртый брат-близнец негр-стюард Патрик Кроликоу с женой Уитни. Однако он оказывается не последним: есть ещё брат-чукча, брат-японец, брат-индеец, а также братья из деревни Кроликово, и у всех у них есть жёны, как две капли воды похожие друг на друга.

## В ролях
- Валерий Гаркалин — Василий Кроликов / Иннокентий Иванович Шниперсон / Роман Алмазов / Патрик Кроликоу / Брат-чукча (эпизод, нет в титрах) / Брат-японец (эпизод, нет в титрах) / Брат-индеец (эпизод, нет в титрах) / пять братьев из деревни Кроликово (эпизод, нет в титрах) / (романс «Твои глаза зелёные» (слова П. Германа, музыка Б. Фомина) исполняет Владимир Качан)
- Вера Алентова — Кэрол Абзац / Земфира Алмазова / Люсьена Кроликова / Уитни Кроликоу / жена брата-чукчи (эпизод, нет в титрах) / жена брата-японца (эпизод, нет в титрах) / жена брата-индейца (эпизод, нет в титрах)
- Инна Чурикова — Прасковья Алексеевна Кроликова, тётя всех братьев, которую Василий Кроликов считал матерью
- Армен Джигарханян — мафиозо Козюльский, «крёстный отец»
- Игорь Угольников — Жан-Поль Николаевич Пискунов, следователь по особо важным делам, сотрудник милиции
- Сергей Баталов — лейтенант милиции, помощник Пискунова, в финале фильма, согласно телерепортажу — генерал-лейтенант
- Леонид Куравлёв — посол США
- Любовь Полищук — Дженнифер, жена посла США
- Олег Табаков — Суходрищев, алкоголик-дебошир
- Александр Ворошило — Козьма (Кузя), поклонник Шниперсона
- Нонна Мордюкова — работница ЗАГСа
- Сергей Арцибашев — работник ЗАГСа
- Аркадий Коваль — теледиктор
- Евгений Александров — тележурналист (озвучил Сергей Безруков)
- Лев Борисов — мафиозо Алексей Феофилактович
- Юрий Чернов — Алексей, чемоданоносец-спецкурьер
- Олег Ефремов — Николай Григорьевич, сосед Кроликовых
- Евгений Весник — доктор
- Ролан Быков — покупатель алмаза
- Валерий Николаев — исполнитель степа
- Ирина Апексимова — исполнительница степа
- Виктор Гайнов — мафиозо Квазимодо, рентген-лаборант, водитель трамвая
- Александр Панкратов-Чёрный — охранник посла № 1
- Михаил Кокшенов — охранник посла № 2
- Татьяна Кравченко — Бронислава Розенбаум, геолог
- Сергей Габриэлян — Равиль Белилетдинов, геолог
- Валерий Афанасьев — Анатолий Иванов, геолог
- Владимир Меньшов — Президент России
- Всеволод Санаев — меломан
- Нина Алисова — меломанка
- Владимир Гусев — генерал
- Геннадий Матвеев — генерал
- Борис Сморчков — генерал
- Пётр Меркурьев — гость на свадьбе
- Алексей Булдаков — командир экипажа Ан-124
- Марина Голуб — директор филармонии
- Александр Рыжков — алкоголик в отделении милиции
- Евгений Герчаков — директор оркестра / арфистка в оркестре
- Юрий Кузьменков — тульский пастух с козой
- Клавдия Козлёнкова — пассажирка самолёта (в титрах не указана)
- Сергей Рубан — мафиозо-амбал
- Инна Кара-Моско — подруга Кэрол

## Съёмочная группа
- Авторы сценария: Владимир Меньшов, Виталий Москаленко, Андрей Самсонов
- Режиссёр-постановщик: Владимир Меньшов
- Продюсеры:
  - Владимир Досталь — продюсер
  - Александр Литвинов — исполнительный продюсер
- Оператор: Вадим Алисов
- Художник-постановщик: Валерий Филиппов

## Производство
Название фильм получил по припевке, которую сценарист Виталий Москаленко позаимствовал из частушек своей бабушки, потомственной казачки. Первоначально название фильма включало текст припевки целиком: «Ширли-мырли, шир-манирли, шир-матыркин, мур-мур-кин».
В первоначальном варианте сценария Москаленко и Самсонова братьев Кроликовых было всего двое. Усилить абсурдность и увеличить число близнецов предложил режиссёр Владимир Меньшов.
В образе главного героя режиссёр видел Олега Табакова, но тот отказался от роли Кроликова, исполнив в итоге эпизодическую роль Суходрищева.
Двойников Кроликова в одном кадре снимали по старой технологии на один фрагмент плёнки, поочерёдно закрывая части кадра.